# پائولو اسکارونی
پائولو اسکارونی (به ایتالیایی: Paolo Scaroni) (زاده ۱۷ آوریل ۱۹۳۷) کارآفرین و مدیر ارشد اجرایی ایتالیایی است، که در حال حاضر منصب مدیر عامل اجرایی دو شرکت بزرگ انرژی در کشور ایتالیا را برعهده دارد، که عبارتند از: انل و انی.
اسکارونی به‌عنوان مدیر غیر اجرایی شرکت بیمه جنرالی، عضو هیئت مدیره بورس لندن و مدیر عملیاتی شرکت وئولیا فعالیت می‌کند. او رئیس باشگاه آث میلان است.